# Sant'Elena (Cima da Conegliano)
Sant'Elena è un dipinto a olio su tavola (40,6x32,4 cm) di Cima da Conegliano, databile al 1495 e conservato nella National Gallery of Art di Washington.

## Descrizione
Il quadro ritrae Sant'Elena di Costantinopoli che si sorregge ad una croce.
Sullo sfondo del quadro il paesaggio cinquecentesco di Conegliano dà una prospettiva che ancor oggi si può riconoscere dalla sommità della collina di Monticella situata di fronte.
A sinistra le mura lungo il refosso, il ponte della Madonna, il piccolo mulino sul fiume Monticano ed il centro storico con sopra sullo sfondo il castello di San Salvatore di Susegana.
A destra le mura salgono fino al castello e la chiesa di San Leonardo (santo patrono della città di Conegliano) di cui oggi resta solamente il coro e l'abside chiamata chiesa di Sant'Orsola in piazzale San Leonardo. 
A destra in basso le capanne dei contadini oltre il fiume Monticano in località borgo Alloco.

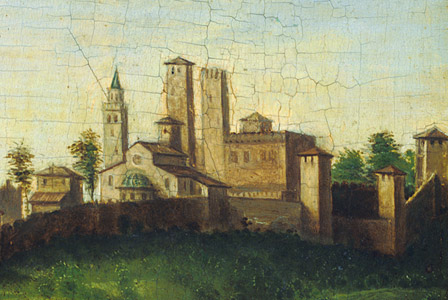
Dettaglio